# Спрингвотер Хамлит (Њујорк)
Спрингвотер Хамлит (енгл. Springwater Hamlet) насељено је место без административног статуса у америчкој савезној држави Њујорк.

## Демографија
По попису из 2010. године број становника је 549.
| Група             | 2000.    | 2010.       |
| Белци             | 0 (0,0%) | 532 (96,9%) |
| Афроамериканци    | 0 (0,0%) | 7 (1,3%)    |
| Азијати           | 0 (0,0%) | 2 (0,4%)    |
| Хиспаноамериканци | 0 (0,0%) | 0 (0,0%)    |
| Укупно            | 0        | 549         |